# Hermacha grahami
Hermacha grahami là một loài nhện trong họ Nemesiidae.
Hermacha grahami được miêu tả năm 1915 bởi Hewitt.